# Битва при Бир-Табразе
Битва при Бир-Табразе — сражение итало-турецкой войны, произошедшее 19 декабря 1911 года между Королевством Италия и Санусийским орденом, в ходе которого сануситы успешно вынудили итальянцев отступить.

## Предыстория
Бир-Табраз был одной из самых важных позиций сануситов возле Триполи после битвы при Айн-Заре, произошедшей 4 декабря. По итальянским данным, на позиции Бир-Табраз располагался гарнизон из 200—300 человек; это встревожило итальянцев наряду с другими позициями сбора сануситов, что беспокоило сопротивляющиеся им итальянские войска. Была отправлена экспедиция под руководством генерала Фара численностью 2780 или 1500 человек в 2-2:30 ночи 19 декабря.

## Ход битвы
В 9:00 утра 19 декабря после долгого барахтанья в пути итальянцы достигли Бир-Табраза, но они подверглись нападению со стороны сануситов, и согласно итальянским данным, сануситы сосредоточились на правом и левом флангах армии. Хотя силы сануситов не были эквивалентны итальянцам, они перешли от оборонительной позиции к агрессивной и практически отрезали итальянцам пути отхода и к Айн-Заре, что вынудило итальянцев избегать сражения с нежелательными результатами.
Итальянцы попытались подняться на некоторые высоты, но сануситы помешали им и заставили вступить в бой и атаковать со всех сторон. Такая ситуация сделала невозможным отступление противника обратно к Айн-Заре из-за успеха сануситов. В лагере итальянцев охватила паника, опасаясь, что они потеряют свои припасы и путь отступления. Однако ночью итальянцам удалось успешно отступить. Но они продолжали противостоять сануситами, что вынудило их запросить подкрепление для прикрытия отступления, которое так и не прибыло.
Итальянцы отступили в 7:25 утра следующего дня. В ходе боя, длившегося весь день, итальянцы потеряли около 150 убитыми и 250 ранеными или 11 убитыми и 91 ранеными, в то время как сануситы потеряли 11 человек убитыми и 40 ранеными.